# Штилер, Каспар фон
Каспар фон Штилер (нем. Kaspar von Stieler; 2 августа 1632, Эрфурт — 24 июня 1707, Йена) — немецкий учёный, лингвист, лексикограф, поэт, драматург, писатель
, составитель книг назидательного содержания и сочинений филологического характера.

## Биография
Родился в семье фармацевтов, учился в купеческой школе и гимназии в Эрфурте, затем с 1648 по 1650 год изучал медицину университетах в Лейпциге, Эрфурте и Гиссене. В 1651 году Штилер устроился частным репетитором недалеко от Кёнигсберга . В 1653 году поступил в Кёнигсбергский университет, где изучал медицину, право, теологию и риторику.
С 1655 года принимал участие в войне между Польшей и Швецией. В 1658-1661 годах путешествовал по Западной Европе, в 1661-1662 годах недолго изучал право в Йене.
Служил секретарём у герцога Иоганна Георга I Саксен-Эйзенахского.
Упоминается, как солдат-поэт, который в своих стихах выразил чувства участников Тридцатилетней войны.
Член литературного Плодоносного общества. В 1705 году возведен в потомственное дворянство. 24 июня 1707 года умер.
Наиболее известный своим словарём, в котором представлена современная лексика немецкого языка.

## Избранная библиография
- Deutscher Sprachschatz (Нюрнберг, 1691)
- Die Geharnschte Venus (1660, книга песен о любви)
- Der Teutsche Advocat (энциклопедия немецкого права того времени)
- Der teutschen Sprache Stammbaum und Fortwachs (1691, словарь немецкого языка , крупнейший до того времени)